# Hermann Ier de Thuringe
Hermann Ier, né vers 1160 et mort le 25 avril 1217 à Gotha, fut comte palatin de Saxe de 1181 et landgrave de Thuringe de 1190 à sa mort. Après que landgraviat de Thuringe avait connu une extension considérable sous le règne de ses prédécesseurs, il se consacre à renforcer la position de sa dynastie.

## Biographie

### Origine et jeunesse
Hermann est le fils cadet du landgrave Louis II de Thuringe et de son épouse Jutta-Clarisse de Hohenstaufen, fille du duc Frédéric II de Souabe et demi-sœur de l'empereur Frédéric  Barberousse. Dans sa jeunesse, afin de parfaire son éducation, avec son frère aîné Louis III il fréquente à partir de 1161 la cour du roi Louis VII de France. Son père était un soutien fidèle et actif de la dynastie des Hohenstaufen dans le cadre de leur lutte contre les Welf de Brunswick.
À la suite de la mort du landgrave Louis II en 1172, Louis III lui succédait, lorsque le deuxième fils Henri Raspe III fut comte de Gudensberg en Hesse. En 1180, les frères font partie de la coalition impériale contre le duc rebelle Henri le Lion. Louis III obtient comme récompense le « comté palatin de Saxe » autour du château de Goseck sur la Saale, qu'il cède à Hermann en 1181.

### Le landgrave
Après la mort de Louis III en 1190 à Chypre sur la route du retour de lors de la troisième croisade, l'empereur Henri VI tente de  récupérer le landgraviat de Thuringe comme fief impérial vacant, mais Herman réussit à s'imposer comme seigneur de l'État.
En 1197, Hermann s'implique dans la croisade envisagée par son cousin Henri VI mais la mort de l'empereur met fin à son projet et ouvre un conflit de succession entre son frère cadet Philippe de Souabe et le Welf Othon de Brunswick. Hermann a profité  de la bataille durable qui allait opposer les Hohenstaufen aux Welf en soutenant d'abord Philippe puis rapidement après Othon. Les forces de Philippe envahissent alors la Thuringe et Herman doit lui abandonner quelques territoires. Après l'assassinat de Philippe de Souabe en 1208 et la reconnaissance définitive d'Othon IV comme empereur, Hermann fait toutefois partie des princes qui invitent le jeune Frédéric II de Hohenstaufen, fils de Henri VI, à venir réclamer ses droits. En 1211, une assemblée réunis à Nuremberg élut Frédéric antiroi. Les troupes saxonnes, favorables à Othon, marchèrent alors vers la Thuringe et Hermann n'est sauvé que par l'intervention de Frédéric en 1212.
Comme son père et son frère, le landgrave met en œuvre une politique habile qui lui permet d'agrandir son territoire. Il entretient des relations avec ses voisins et poursuit le même objectif avec une politique matrimoniale ambitieuse, comme en témoignent ses relations familiales et ses unions comme celles de ses enfants. C'est ainsi qu'il est le cousin germain du roi Ottokar Ier de Bohême, et que son fils et héritier Louis IV est fiancé dès l'âge de 11 ans avec une fille du roi André II de Hongrie, la future sainte Élisabeth de Hongrie.

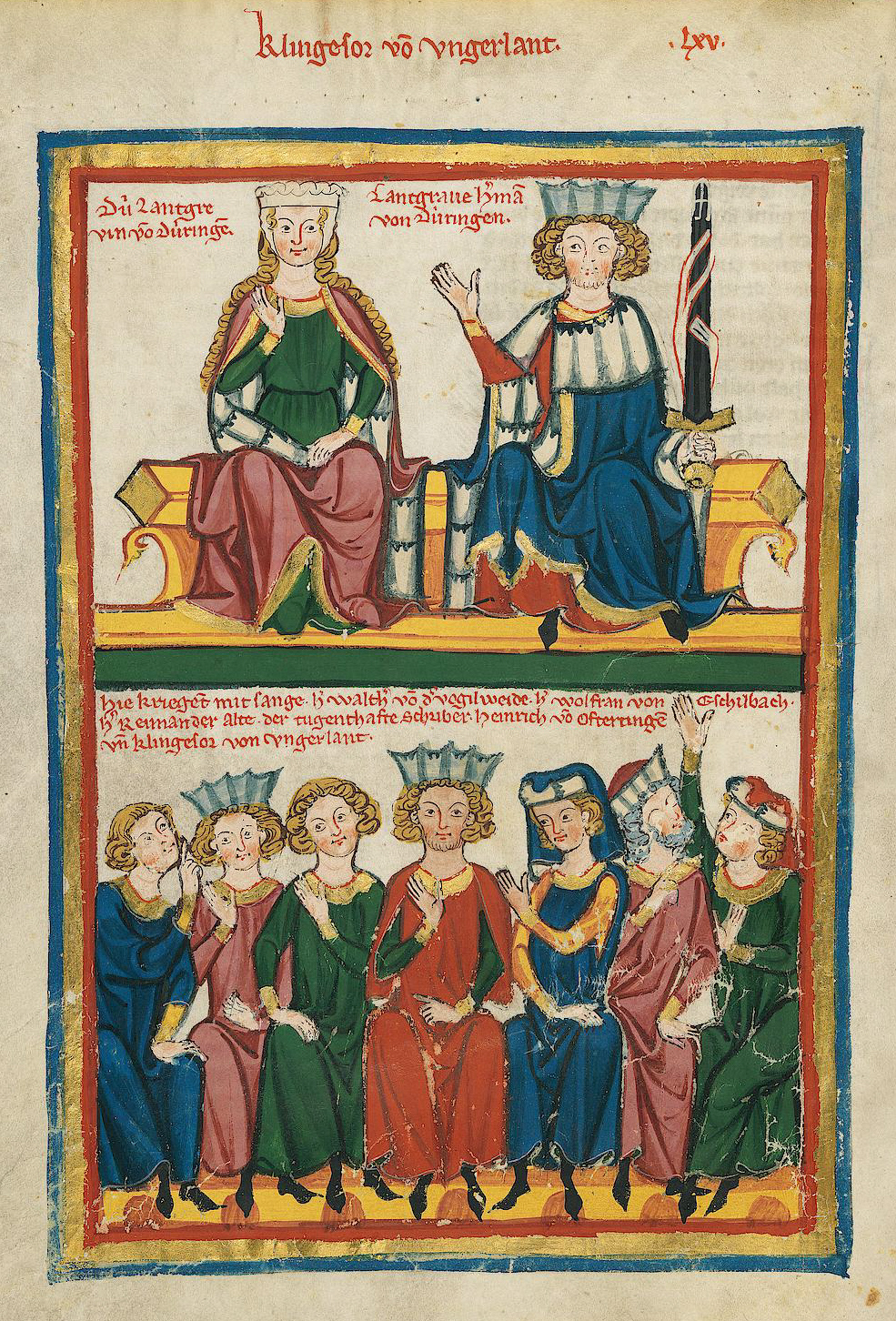
Miniature du tournoi des chanteurs, Codex Manesse (XIVe siècle).

Grâce à son éducation à Paris, Hermann était un connaisseur de la littérature francophone contemporaine. Sous son règne, le château de la Wartbourg devint la première résidence des landgraves où beaucoup de poètes et Minnesänger célèbres séjournaient, dont Hendrik van Veldeke et Wolfram von Eschenbach qui y écrivit une partie de son œuvre Parzival. Le développement littéraire et intellectue se précise dans la célèbre légende du tournoi des chanteurs de la Wartbourg qui nous a été transmis dans un recueil de poèmes en moyen haut allemand.
Le 25 avril 1217, Hermann Ier meurt  à Gotha. Il est inhumé dans l'abbaye de Sainte-Catherine d'Eisenach. C'est son fils aîné Louis IV qui a été désigné pour lui succéder.

## Unions et postérité
Hermann épouse en  1182 Sophie de Sommerschenbourg († 1189/90), fille du comte palatin de Saxe Frédéric de Sommerschenbourg († 1162) et veuve du comte Henri Ier de Wettin († 1181), qui lui donne deux filles :
- Jutta (en) (* 1184; † 1235) ∞ en 1197 Thierry Ier l'Exilé, margrave de Misnie (* 1162; † 1221) ; ∞ en 1223 comte Poppo XIII de Henneberg (* 1185/90; † 1245) ;
- Hedwige  († 1247) ∞ en 1211  Albert II de Weimar-Orlamünde, comte de Nordalbingie.

En 1196, il épouse Sophie (* 1170; † 1238), fille du duc Othon Ier de Bavière qui lui donne six enfants :
- Irmgarde (* 1196; † 1244) ∞ 1211 prince Henri Ier d'Anhalt ;
- Hermann (* avant 1200; † 1216) ;
- Louis  IV de Thuringe, landgrave de Thuringe ∞ 1221 Élisabeth de Hongrie, fille d'André II de Hongrie ;
- Henri Raspe IV, landgrave de Thuringe, anti-roi des Romains ;
- Agnès (* 1205; † vor 1247) ∞ 1225 Henri de Babenberg (* 1208; † 1228), duc de Mödling, fils de Léopold VI d'Autriche ; ∞ 1229 duc Albert Ier de Saxe ;
- Conrad, Grand-maitre de l'Ordre Teutonique.

## Sources
- (en) Hermann von Thüringen (1190-1217) sur le site Medieval Lands.

- (en) Cet article est partiellement ou en totalité issu de l’article de Wikipédia en anglais intitulé « Hermann I, Landgrave of Thuringia » (voir la liste des auteurs).